# Contrexéville Challenger 1999
Il Contrexéville Challenger 1999 è stato un torneo di tennis facente parte della categoria ATP Challenger Series nell'ambito dell'ATP Challenger Series 1999. Il torneo si è giocato a Contrexéville in Francia dal 12 al 18 luglio 1999 su campi in terra rossa.

## Vincitori

### Singolare
Ronald Agénor ha battuto in finale  Gérard Solvès con il punteggio di 7–6, 6–2

### Doppio
Jérôme Hanquez /  Régis Lavergne hanno battuto in finale  Rodolphe Gilbert /  Stéphane Huet con il punteggio di 6–4, 6–2